# Wetzstahl

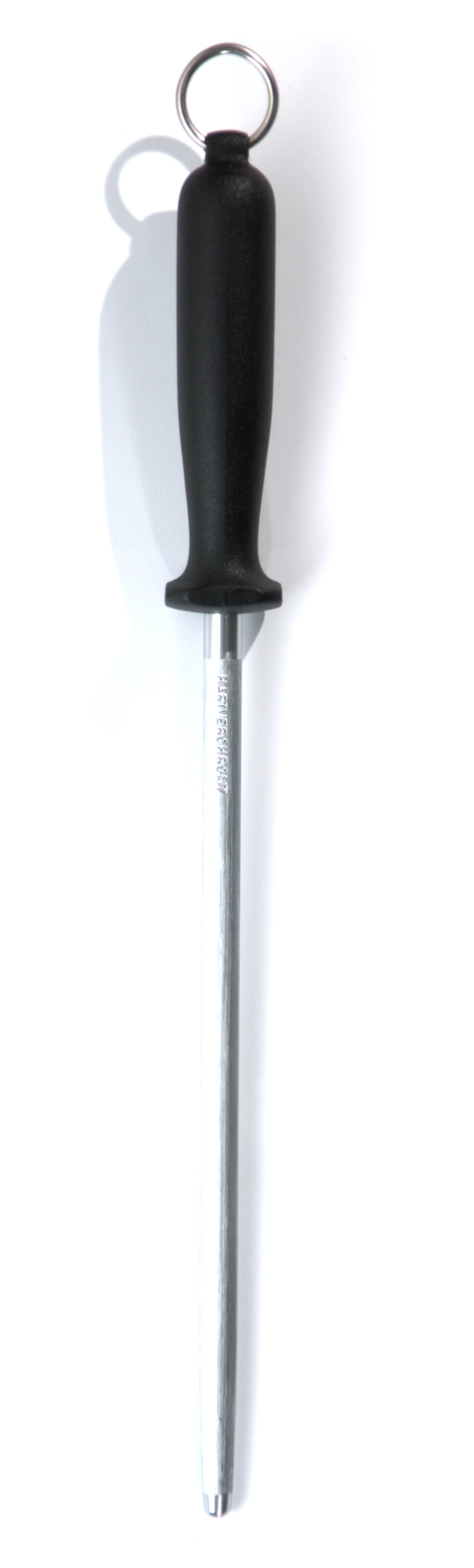
Haushaltsüblicher Wetzstahl

Ein Wetzstahl oder Abziehstahl dient dem Abziehen, Scharfhalten oder Schärfen von Messern. Der Wetzstahl ist meistens stabförmig und besteht aus hartem Stahl mit rundem, ovalem, quadratischem oder flachem Querschnitt. Zur besseren Handhabung ist er üblicherweise mit Griff und Fingerschutz versehen.
Teils wird er auch allgemein als Wetzstab bezeichnet, ist aber nicht zu verwechseln mit dem Keramikwetzstab.

## Stahl
Die Härte des Stahls liegt, je nach Hersteller, zwischen 60 und 70 HRC. Die heutigen Stähle sind meistens noch zusätzlich hartverchromt, wodurch eine Härte von 69 HRC erreicht werden kann. (Zum Vergleich: Messer liegen üblicherweise zwischen 55 und 65 HRC, die meisten erreichen 57 HRC).

## Arten
Es gibt sehr verschiedene Arten von Wetzstählen, von denen die meisten nur im Fachhandel, z. B. für Metzgereibedarf, erhältlich sind. Grundsätzlich gibt es zwei Gruppen von Wetzstählen: Richtende Wetzstähle, bei denen der Stahl lediglich gerichtet wird, und spanende Wetzstähle, bei denen Material abgetragen wird.

### Richtender Wetzstahl
Der richtende Wetzstahl ist poliert oder hat eine mikrofeine Struktur. Er wird verwendet zum Abzug von sehr scharfen Messern, die im Gebrauch nur wenig von ihrer Schärfe einbüßen. Beim Abziehen wird die Klinge nicht geschliffen, sondern gerichtet: Die sehr scharfe Schneide des Messers, die bei der Benutzung im mikroskopischen Bereich zur Seite weggebogen wird, wird durch den Stahl wieder aufgerichtet. Dabei wird kein Material abgetragen, wie es beim Schärfen mit einem Abziehstein oder einem Messerschleifer (manuell oder als Elektrokleingerät) der Fall wäre. Das Abziehen mit dem Wetzstahl erfolgt vor oder nach dem Gebrauch des Messers und erhält dessen Schärfe, was die Standzeit bis zum Nachschärfen erhöht.
Solche Wetzstähle kommen überwiegend im professionellen Bereich (Fleischverarbeitung, Gastronomie etc.) und für hochwertige Messer zum Einsatz. Die Anwendung in privaten Haushalten ist meist nicht erforderlich und daher selten.

### Spanender Wetzstahl

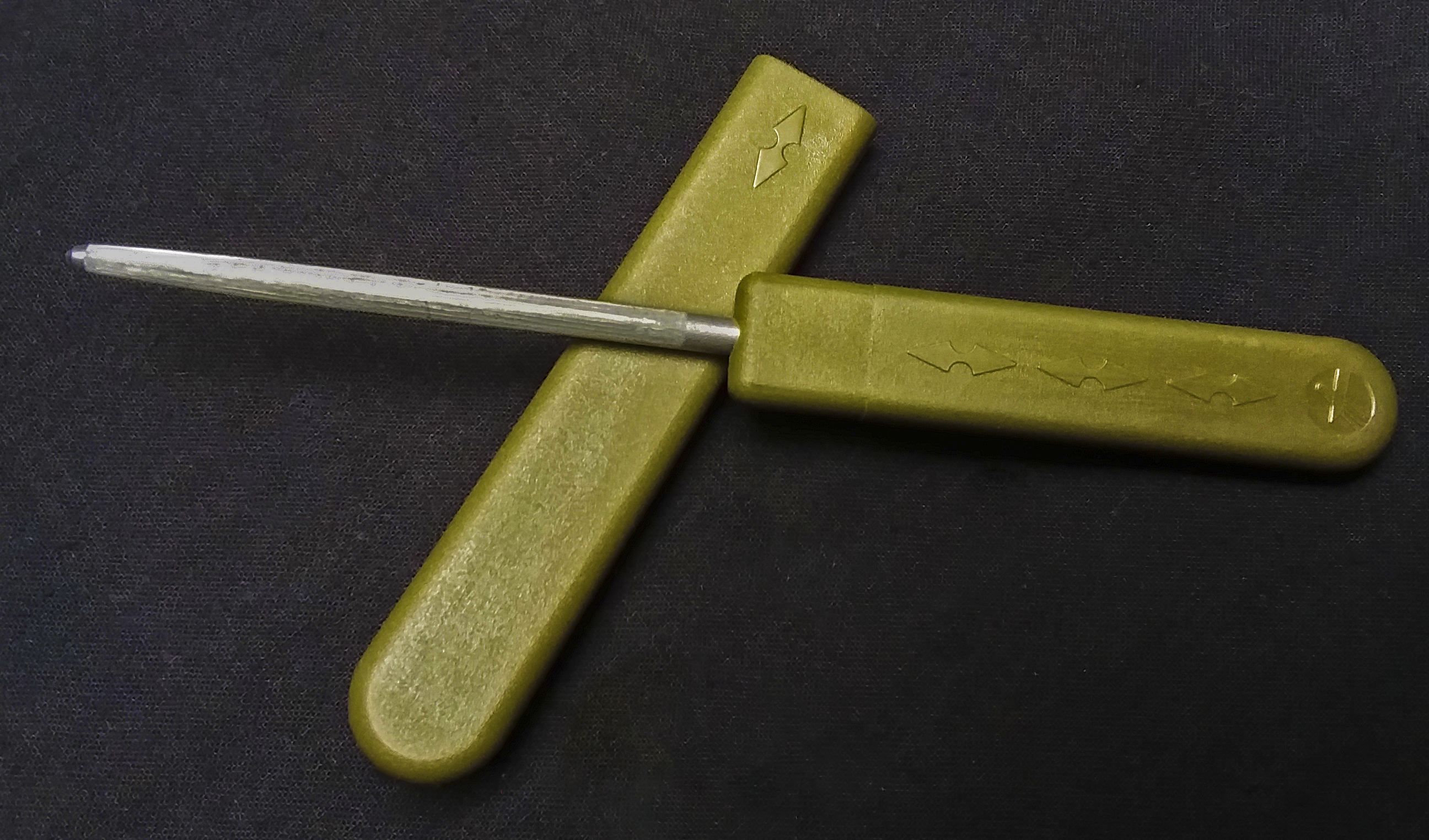
Miniaturwetzstahl für Outdoor-Tätigkeiten

Dies ist die Art von Wetzstahl, die in den meisten Haushalten zu finden ist, da sie überall und schon für wenig Geld erhältlich sind. Die feineren oder polierten Stähle sind weniger bekannt.
Die spanenden Stähle sind zum Schärfen und haben in der Regel sogenannte Züge, die auf einer speziellen Maschine eingearbeitet werden. Diese Züge gibt es in unterschiedlichen Ausführungen (grob, fein, mikrofein – letzterer zählt eher zu den nicht spanenden). Weiter gibt es Beschichtungen aus Saphir und Diamant sowie Wetzstäbe aus Keramik oder Stein. Diese Oberflächen sind meist noch aggressiver als die Züge. Die Verwendung dieser Wetzstähle wird auch schon bei mittelmäßig scharfen oder sogar stumpfen Messern ein Ergebnis zeigen, da relativ schnell Material abgetragen wird, so dass das Messer wieder scharf ist. Die produzierte Schneide ist jedoch rau und bietet daher keine optimale Schärfe. Für die meisten Anwender und für wenig anspruchsvolle Arbeiten ist es ausreichend.
Unter den spanenden Wetzstählen gibt es große Unterschiede in der Aggressivität. Die Keramikstäbe können je nach Ausführung so fein sein, dass sie an einen Mikrofeinzug heranreichen. Ein alter, abgenutzter Stahl mit Zügen kann fast so fein wie ein polierter Stahl sein.

## Benutzung des Wetzstahls
Zum Schärfen wird das Messer in einem Winkel von ca. 20 Grad an den Stahl angelegt und mit leichtem Druck vom Heft zur Spitze über den Stahl bewegt (gewetzt). Dies ist die sicherere Methode des Arbeitens, die Bewegung weg vom Körper. Man kann auch das Heft des Messers an der Spitze des Stahles ansetzen und dann den Stahl entlangfahren, bis die Messerspitze vor dem Griff des Stahles ist. Das macht man jeweils abwechselnd links und rechts (also Vorder- und Rückseite des Messers). Man kann schiebend (schneidend) oder ziehend arbeiten. Dieses Abziehen entfernt im Prinzip keinen Stahl von der Klinge, das Messer wird dabei also nicht geschliffen wie beim Einsatz eines Schleifsteins, vorausgesetzt natürlich, man verwendet einen polierten Stahl, der nicht abrasiv ist. Stattdessen werden durch das Wetzen mikroskopisch kleine Unebenheiten auf der Klinge wieder aufgerichtet, so dass sie wieder eine gerade Linie bildet und besser schneiden kann. Ein Wetzstahl ist also nur dann wirklich wirksam, wenn die Klinge im Prinzip bereits einen ausreichend guten Schliff aufweist, auf der durch die Benutzung kleine Unebenheiten entstanden sind, die durch den Wetzstahl wieder aufgerichtet werden.
Wenn der Einsatz eines Wetzstahls nicht mehr die erwünschte Schärfe erzeugt, muss die Klinge wieder mit Hilfe eines Schleifsteins oder Ähnlichem geschärft werden, wobei etwas Stahl von der Klinge abgetragen wird.